# یوهیمبه
یوهیمبه (انگلیسی: Corynanthe johimbe) نام درختی است همیشه‌سبز از تیره روناسیان که در مناطق مرکزی و غربی آفریقا یافت می‌شود. پوست درخت یوهیمبه دارای نوعی ماده شیمیایی بنام یوهیمبین است که در داروسازی کاربرد دارد.
یوهیمبه بومی غرب و مرکز آفریقا (نیجریه، استان کابیندا، کامرون، جمهوری کنگو، گابن، گینه استوایی) است. عصاره یوهیمبه در طب سنتی در غرب آفریقا به عنوان یک داروی هوس‌افزا استفاده شده و در کشورهای توسعه‌یافته به عنوان یک مکمل‌های غذایی طبیعی به بازار عرضه می‌شود.
تقاضا برای پوست یوهیمبه منجر به بهره‌بردای بیش از حد، با احتمال تهدید طولانی‌مدت برای پایداری گونه شده‌است. کامرون بزرگترین صادرکننده این گیاه است.

## گیاه‌شناسی
یوهیمبه یکی از گونه‌های همیشه‌سبز در سرده‌ی گُرزی‌گُل‌ها (Corynanthe) است که در غرب و مرکز آفریقا در جنگل‌های پست رشد می‌کند. این درخت حدود ۳۰ متر ارتفاع دارد و دارای تنه راست است که به ندرت قطر آن از ۵۰ تا ۶۰ سانتی‌متر بیشتر می‌شود. پوست آن خاکستری تا قهوه‌ای مایل به قرمز، دارای شکاف‌های طولی است که به راحتی کنده می‌شود و تلخ‌مزه است. پوست درونی آن صورتی و الیافی است. چوب آن زردمانند و چوب درونی آن رنگ زرد اُخرایی است. چوب یوهیمبه ریزدانه و نسبتاً متراکم و نسبتاً سخت است. برگ‌های آن در گروه‌های سه‌تایی با دمبرگ‌های کوتاه (حدود ۲ سانتی‌متر) رشد می‌کنند. تیغه‌ها بیضی‌شکل‌اند با ۱۱–۴۷ سانتی‌متر طول و ۵–۱۷ سانتی‌متر عرض.‎